# A602 (België)
De Belgische autosnelweg A602, die samenvalt met een deel van de E25, is een stuk snelweg van een tiental kilometer lang door het stadscentrum van Luik. De snelweg vormt een verbinding naar verschillende delen van de stad, en verbindt eveneens de snelwegen ten noorden van Luik (A3/E40, A13/E313, A15/E42 en A25/E25) met de A26/E25 in het zuiden, waar de A602 naadloos in overgaat.
Op de A602 wordt schaduwtol geheven door SOFICO. In 2010 werd er in de tunnel van Cointe een testproject opgestart voor het gebruik van trajectcontrole als methode voor het vaststellen van snelheidsovertredingen. Sinds 2012 is de trajectcontrole actief.
De nummering van de afritten sluit aan bij die van de A3 : op de A3 is afrit nr. 31 (Hognoul) de laatste afrit voor het knooppunt Loncin en op de A602 was afrit nr. 32 (Ans) oorspronkelijk de eerste afrit na dat knooppunt (intussen is daar afrit nr. 31a tussen gekomen).
Door de overstromingen in juli 2021 is de autosnelwegverbinding A602-A26 doorheen Luik ter hoogte van Angleur ondergelopen en afgesloten.